# Khát vọng giàu sang
Taley Rissaya (tên Tiếng Thái: ทะเลริษยา, tên tiếng Việt: Khát vọng giàu sang / Thủy thần nổi giận (2006), Tham Vọng Sang Giàu / Lòng Tham Vô Đáy (2019)) là bộ phim truyền hình Thái Lan, phát sóng vào năm 2006. Phim với sự tham gia của Sinjai Plengpanich, Namthip Jongrachatawiboon, Nawat Kulrattanarak. Phim được phát sóng tại Việt Nam trên kênh TodayTV.
Sau 13 năm, bộ phim chính thức làm lại phiên bản năm 2019 với tên gọi "Tham Vọng Sang Giàu", có sự tham gia của các diễn viên nổi tiếng của đài one 31 như Wannarot Sonthichai, Jespipat Tilapornputt, Phiyada Akkraseranee.

## Nội dung
23 năm về trước, vợ chồng Dujdao (Karnjana Jindawat / Amy Amika) và Ekarin (Nirut Sirijanya / Tang Saksit) là chủ của một khách sạn giàu có. Một trong những người hầu là Pavinee (Sinjai Plengpanich / Aom Phiyada), là một người phụ nữ trong nghèo khó, đến tuổi lấy chồng lại đứt gánh giữa đường, phải một mình nuôi cậu con trai khôn lớn là Pat, mục tiêu chính của bà ta là đoạt lấy toàn bộ khối tài sản kếch xù của họ. Một ngày, khi Dujdao và Ekarin dạo chơi trong thuyền, có một cơn bão lớn xuất hiện. Pavinee cố gắng để cứu Dujdao và đứa bé, nhưng cuối cùng cô ta thả hai mẹ con rơi xuống biển. Tuy nhiên, Dujdao và đứa bé còn sống và bà bị mất trí nhớ sau khi tai nạn và Namngern (Kriengkrai Unhanan / Vorarit) - một ngư dân cứu bà sau khi sinh được con trai Sai Lom (Puri Hiranpruk / Point Cholawit) và vợ ông qua đời do sinh yếu Dujdao cùng đứa con và họ chung sống với nhau dưới cái tên mới là Khimut. Còn việc Dujdao và đứa bé chết, Pavinee nói chỉ là do bị tai nạn và qua đời, và Pavinee trở thành vợ lẽ của Ekarin.
23 năm sau, Pat (Pong Nawat/Jespipat) cũng dọn vào sống ở resort. Tại đây, anh gặp Fah Sai (Bee Namthip/Vill Wannarot), cô gái trẻ đang làm việc chăm chỉ ở đây và được ông chủ Ekarin quý mến vô cùng, đối xử như con ruột. Đem lòng yêu Fah Sai, Pat rất khổ tâm khi mối quan hệ thân thiết giữa Fah Sai và ông Ekarin khiến nhiều người ghen ghét, đố kỵ, trong đó có Pavinee. Bà quyết tâm ngăn cản tình yêu của đôi trẻ. Không chỉ đuổi việc Fah Sai, bà còn tìm mọi cách hại Fah Sai vì sợ cô sẽ là mối đe dọa cho âm mưu của mình. Thật không ngờ, đến một ngày, vì quá chuyên tâm lo sợ sự hiện diện của Fah Sai bên cạnh ông Ekarin, Pavinee lại vô tình biết được sự thật rằng cô con gái của chồng mình tưởng chừng đã chết từ lâu thực ra vẫn còn sống. Và người đó không ai khác, đó lại chính là Fah Sai, cô gái ngày đêm vẫn bên cạnh ông Ekarin mà không hề biết đó chính là cha ruột của mình.
Với tham vọng và âm mưu sâu độc, Pavinee sẽ làm gì khi biết được sự thật? Tiêu diệt Fah Sai hay lợi dụng tình yêu giữa Pat và Fah Sai để moi hết tài sản của Ekarin?

## Diễn viên
| Phiên bản           | Năm 2006                   | Năm 2019                  |
| ------------------- | -------------------------- | ------------------------- |
| Đài                 | CH5                        | One 31                    |
| Phát sóng           | 23/11/06 - 24/01/07        | 12/02/2019 - 28/03/2019   |
| Tập                 | 31                         | 27                        |
| Pavinee             | Sinjai Plengpanich         | Phiyada Akkraseranee      |
| Ekarin              | Nirut Sirijanya            | Saksit Tangtong           |
| Dujdao/Khimut       | Karnjana Jindawat          | Amika Klinprathum         |
| Fahsai              | Namthip Jongrachatawiboon  | Wannarot Sonthichai       |
| Pat                 | Nawat Kulrattanarak        | Jespipat Tilapornputt     |
| Sailom              | Puri Hiranprueck           | Cholawit Meetongcom       |
| Wangwit             | Nithichai Yotamornsunthorn | Koravich Sarasin          |
| Tikana              | Ranya Siyanon              | Phitchanat Sakhakon       |
| Namngern            | Kriengkrai Oonhanun        | Vorarit Fuangarome        |
| Treenuch / Tayanuch | Nutanone Geyadiradathani   | Janistar Phomphadungcheep |
| Chanchai            | Tong Chuanchuen            | Khunakorn Kirdpan         |

## Sản xuất
- Nhà sản xuất: Tagongiarati Weewan
- Đạo diễn: Chatchai Surasit
- Hãng: Exact Co., Ltd./Scenario

## Ca khúc nhạc phim
- อาจจะมีสักวัน / Aht Ja Mee Suk Wan - Wathiya Ruayniratana (2006)
- คุณผู้หญิงผมยาว / Koon Poo Ying Pom Yao - Sukrit Wisedkaew (2006 ep 12)
- อีกครึ่งของหัวใจ / Ik Krueng Kaung Hua Jai - Neung Apiwat (2019)
- พัลวัน (ANYTHING) - KANGSOMKS feat. STAYGOLD (2019 ep 4)
- Kon Soot Tai / คนสุดท้าย (ละครเงา) - Asanee Wasan (2019 ep 12)
- ไมโครโฟน / MICROPHONE - THE OLD i$E (CD GUNTEE & DAWUT) (2019)
- Ruk Tur Soot Hua Jai - Saharat Sangkapreecha (2019 ep 26)
- First Lady (remix) - Peck Palitchoke (2019 ep 27)

## Rating
- Tập 1: 1.62
- Tập 2: 1.7
- Tập 3: 1.77
- Tập 4: 1.83
- Tập 5: 1.87
- Tập 6: 2.03
- Tập 7: 2.17
- Tập 8: 2.04
- Tập 9: 2.59
- Tập 10: 2.59
- Tập 11: 2.60
- Tập 12: 2.77
- Tập 13: 2.76
- Tập 14: 2.69
- Tập 15: 2.76
- Tập 16: 2.91
- Tập 17: 3.06
- Tập 18: 2.96
- Tập 19: 2.99
- Tập 20: 3.2
- Tập 21: 3.5
- Tập 22: 3.68
- Tập 23: 4.0
- Tập 24: 3.74
- Tập 25: 3.54
- Tập 26: 3.56
- Tập 27: 4.42

Trung bình: 2.79 (trung bình rating cao nhất Lakorn One 2019)